# Mirosław Adamczyk (dyplomata)
Mirosław Adamczyk (ur. 1962 w Grudziądzu) – polski prawnik i dyplomata, od 2014 do 2019 Konsul Generalny w Hongkongu.

## Życiorys
Absolwent Wydziału Prawa i Administracji Uniwersytetu Mikołaja Kopernika w Toruniu. Ukończył również studia podyplomowe – Finanse publiczne i rachunkowość.
W 1993 zyskał uprawnienia radcy prawnego. Przez 6 lat był członkiem Okręgowego Sądu Dyscyplinarnego Okręgowej Izby Radców Prawnych w Warszawie. W latach 1996–1998 pracował w programach pomocowych Amerykańskiej Agencji Rozwoju Międzynarodowego (USAID). W 2001 rozpoczął karierę w dyplomacji obejmując funkcję chargé d’affaires w ambasadzie RP w Abu Zabi. Sprawował kierownictwo nad placówką do 2005. W latach 2008–2009 był Dyrektorem Generalnym w Ministerstwie Finansów RP. Od 2009 ponownie związany z Ministerstwem Spraw Zagranicznych RP. Od kwietnia 2014 do września 2019 pełnił funkcję Konsula Generalnego w Konsulacie RP w Hongkongu.
Posługuje się biegle językami angielskim oraz hiszpańskim.